# Кіунга
Кіунга (англ. Kiunga) — містечко в Папуа Новій Гвінеї, адміністративний центр району Північний Флай у Західній провінції.

## Географія
Розташована у центрально-західній частині папуанської половини острова Нова Гвінея, регіон Папуа. Лежить на річці Флай.

### Клімат
Селище знаходиться у зоні, котра характеризується вологим тропічним кліматом. Найтепліший місяць — травень із середньою температурою 27.4 °C (81.3 °F). Найхолодніший місяць — серпень, із середньою температурою 25.9 °С (78.6 °F).
| Клімат Кіунги           | Клімат Кіунги | Клімат Кіунги | Клімат Кіунги | Клімат Кіунги | Клімат Кіунги | Клімат Кіунги | Клімат Кіунги | Клімат Кіунги | Клімат Кіунги | Клімат Кіунги | Клімат Кіунги | Клімат Кіунги | Клімат Кіунги |
| Показник                | Січ.          | Лют.          | Бер.          | Квіт.         | Трав.         | Черв.         | Лип.          | Серп.         | Вер.          | Жовт.         | Лист.         | Груд.         | Рік           |
| Середня температура, °C | 26,7          | 27            | 27            | 27,3          | 27,4          | 27            | 26            | 25,9          | 26,3          | 26,8          | 27,2          | 26,9          | 26,8          |
| Норма опадів, мм        | 436.9         | 397.7         | 533.8         | 402.9         | 424.5         | 362.3         | 327.3         | 333           | 340.8         | 354.9         | 321.7         | 432.6         | 4668.4        |
| Днів з опадами          | 19,8          | 19,9          | 21,7          | 19            | 19,2          | 18,7          | 18,2          | 16,7          | 15,9          | 14,9          | 15,7          | 17,8          | 217,5         |
| Вологість повітря, %    | 83.3          | 83.8          | 84.2          | 84.1          | 86.1          | 86.2          | 85.6          | 84.3          | 82.7          | 81.2          | 80.9          | 82.4          | 83.7          |
| ----------------------- | ------------- | ------------- | ------------- | ------------- | ------------- | ------------- | ------------- | ------------- | ------------- | ------------- | ------------- | ------------- | ------------- |
| Джерело: Weatherbase    |               |               |               |               |               |               |               |               |               |               |               |               |               |